# Bataille de Fort Pitt
Rébellion du Nord-Ouest
Batailles
Bataille du lac aux Canards - Battleford - Massacre de Frog Lake - Bataille de Fort Pitt - Bataille de la Coulée des Tourond - Bataille de Cut Knife - Bataille de Batoche - Bataille de Frenchman Butte - Bataille de Loon Lake
La bataille de Fort Pitt, en Saskatchewan, fait partie du soulèvement des Indiens Cris qui eut lieu en 1885. Des guerriers cris commencèrent à attaquer des colonies de blancs à partir du 2 avril. Le 15 avril, ils s'emparèrent de Fort Pitt, qui était gardé par un détachement de la Police montée.

## Contexte
Le refus d'Ottawa de négocier avec les Amérindiens entraîne un mouvement grandissant de rébellion dans les territoires du Nord-Ouest. Tandis que, sous la direction de Louis Riel, les Métis tentaient de mettre en place un gouvernement provisoire et mobilisaient leurs forces, le chef cri Big Bear n'envisageait pas, pour sa part, de recourir à la violence armée contre des colons canadiens ni contre le gouvernement. Il tentait plutôt d'unifier les Cris en une confédération politique suffisamment puissante pour faire échec à la marginalisation des peuples autochtones dans la société canadienne et capable de renégocier les traités injustes qui leur avaient été imposés dans les années 1860 en Saskatchewan.
Cette attitude pacifique est compromise par l'arrivée de la nouvelle, fin mars, de la victoire des Métis sur les forces gouvernementales lors de la bataille du lac aux Canards. Riel jouissait d'un soutien important parmi les Indiens, que son action galvanise. Le 2 avril, une faction des guerriers de Big Bear attaque la ville de Frog Lake tuant neuf civils (massacre de Frog Lake). Big Bear est, de ce fait, entraîné malgré lui dans la rébellion.
Au cours d'attaques similaires, les Cris pillent ensuite les villes de Saddle Lake, Beaver Lake, Beaverhill Lake, Bear Hills et Lac Sainte-Anne (en) en Alberta. Ces événements entraînent une mobilisation d'Albertains sous le commandement de Thomas Bland Strange. Ceux-ci sont défaits par les Cris lors de la bataille de Frenchman Butte.

## Bataille
Le 15 avril, 200 guerriers cris descendent sur Fort Pitt. Ils interceptent trois éclaireurs de la police, tuant leur chef et blessant un des deux autres. Encerclé par des forces supérieures en nombre, le commandant de la garnison Francis Dickens (fils du romancier Charles Dickens) capitule et accepte de négocier. Big Bear relâche les policiers, mais garde en otages les habitants de la ville et détruit le fort. Six jours plus tard, Dickens et ses hommes arrivent sains et saufs à Battleford, en Sakatchewan. Entre-temps, les guerriers massacrèrent la population civile, malgré leur promesse.

## Mémorial
Fort Pitt est maintenant un parc provincial. Une plaque commémore l'endroit où le traité a été signé,.